# Adrien Thomasson
Adrien Thomasson (Bourg-Saint-Maurice, 10 de diciembre de 1993) es un  futbolista francés que juega de centrocampista en el R. C. Lens de la Ligue 1.

## Trayectoria
Thomasson debutó como futbolista profesional en el Évian Thonon Gaillard FC en 2012, cuando el equipo se encontraba en la Ligue 1. Durante su estancia en el Évian, entre los años 2012 y 2015, estuvo cedido en la temporada 2013-14 en el Vannes Olympique Club, de la Liga National francesa. En la temporada 2014-15 regresó al Évian, disputando 21 partidos y haciendo dos goles en dicha campaña.
Después de hacer una buena temporada con el Évian, y sumado al descenso del club a la Ligue 2, Adrien, se marcha al F. C. Nantes, para continuar jugando en la Ligue 1.
En el Nantes logra asentarse en la máxima categoría del fútbol francés, ya que se convierte en titular indiscutible en las tres temporadas que pasa allí, disputando un total de 110 partidos oficiales, en los que además sumó nueve goles.
Sin embargo, en 2018 se marcha al RC Estrasburgo, también de la Ligue 1, donde sigue siendo un futbolista importante. Con el Estrasburgo logra la Copa de la Liga de Francia 2018-19 en esa temporada.

## Clubes
| Club                        | País    | Año       |
| --------------------------- | ------- | --------- |
| Évian Thonon Gaillard F. C. | Francia | 2012-2015 |
| Vannes O. C. (cedido)       | Francia | 2013-2014 |
| F. C. Nantes                | Francia | 2015-2018 |
| R. C. Estrasburgo           | Francia | 2018-2023 |
| R. C. Lens                  | Francia | 2023-     |

## Palmarés

### Títulos nacionales
| Título                     | Club              | País    | Año  |
| -------------------------- | ----------------- | ------- | ---- |
| Copa de la Liga de Francia | R. C. Estrasburgo | Francia | 2019 |